# Híbrid perpetu

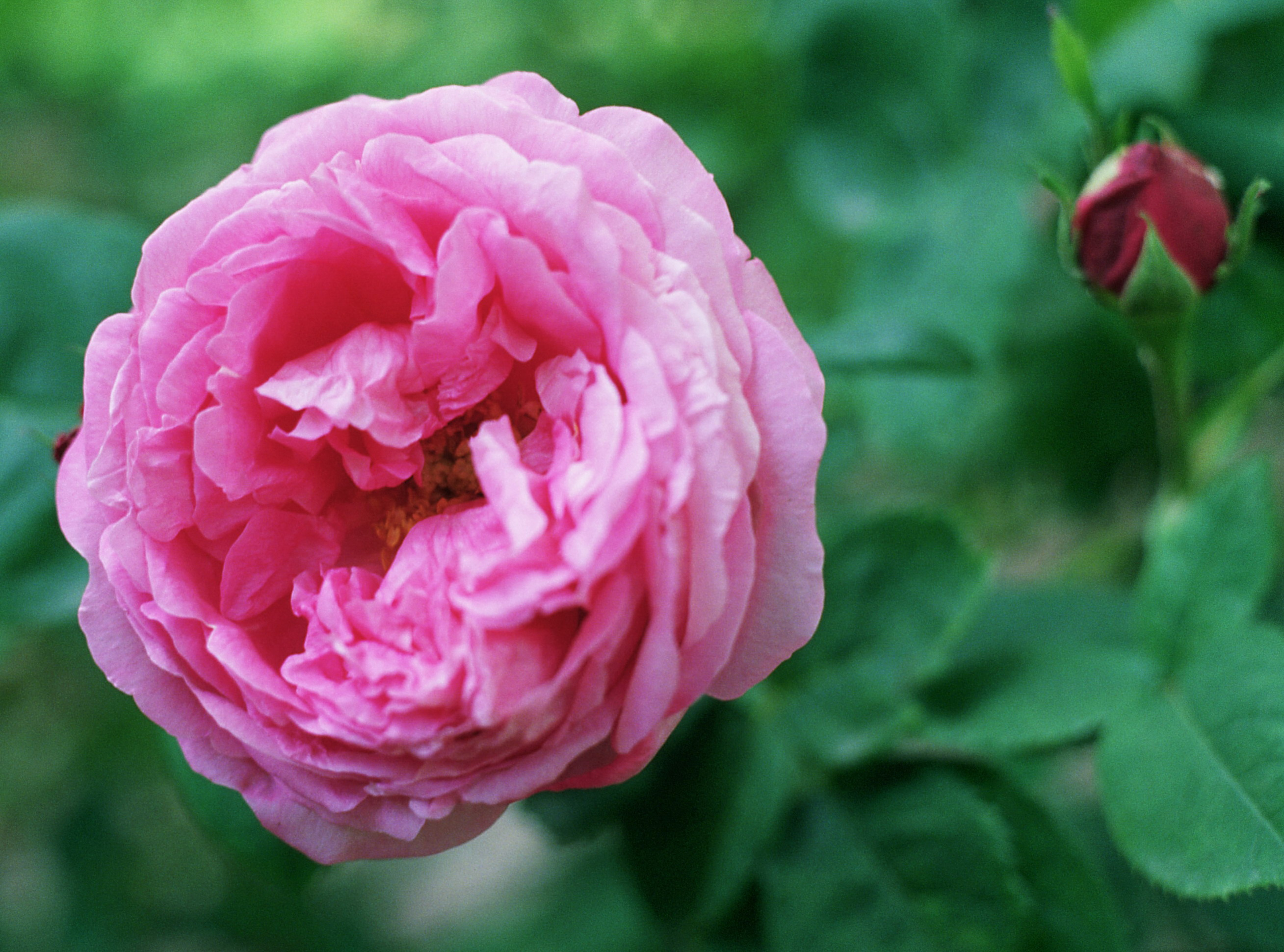
Rosa perpètua híbrida 'La Reine' (Laffay, 1844)

Els rosers ' híbrids perpetus' o roses perpètues híbrides són un grup de rosers resultats de l'encreuament dels principals grups de roses antigues europees (Galliques, Centifòlia, Damascs i Bourbons) amb els rosers asiàtics (de la Xina i Te) i els encreuaments entre si dels rosers resultants. Van ser creats per diversos roseristes entre el 1837 i el 1900. Tot i que se'n van aconseguir milers, la gran majopria han desaparegut. L'epítet "perpetu" del seu nom prové de la traducció a l'anglès de remontant que en realitat vol dir que refloreix. Tot i això la seva capacitat de reflorir després de la primavera és bastant limitada.

## Història
Els híbrids perpetus van ser el grup de rosers que van dominar l'era Victoriana a Anglaterra. Es considera que aquest grup comença a partir de 1837, tot i que ja hi havia hagut anteriorment certs creuaments que apuntaven a en la mateixa direcció. Es consideren com a híbrids perpetus les primeres roses que van combinar amb èxit la refloració típics de les roses asiàtiques amb els grups de roses antigues europees. Com que la refloració és un tret recessiu, la primera generació d'encreuaments entre aquestes roses, de la Xina híbrides, Bourbon híbrides i Noisette híbrides, només florien un cop. Però quan aquestes roses es van creuar entre si o bé amb roses de la Xina o de te, alguns dels seus descendents van adquirir la propietat de reflorir. Així doncs els híbrids perpetus eren una classe miscel·lània, que agrupava roses derivades sobretot de les Bourbon entremesclades amb roses de la Xina, te, damascenes, Galliques i en menor grau Noisettes, albes i centifolies. Van esdevenir la flor de jardí i per flor tallada més popular de l'època al nord d'Europa, ja que les roses de te eren delicades i no es desenvolupaven bé en climes freds, a més la gran mida de les flors dels híbrids perpetus els feien especialment adequats pel nou fenomen de les exposicions competitives de roses. Amb el temps molts d'ells acabarien desapareixent, només en resten alguns que encara es venen comercialment o en col·leccions històriques, eclipsats pels seus descendents: els híbrids de te.

## Descripció i exemples

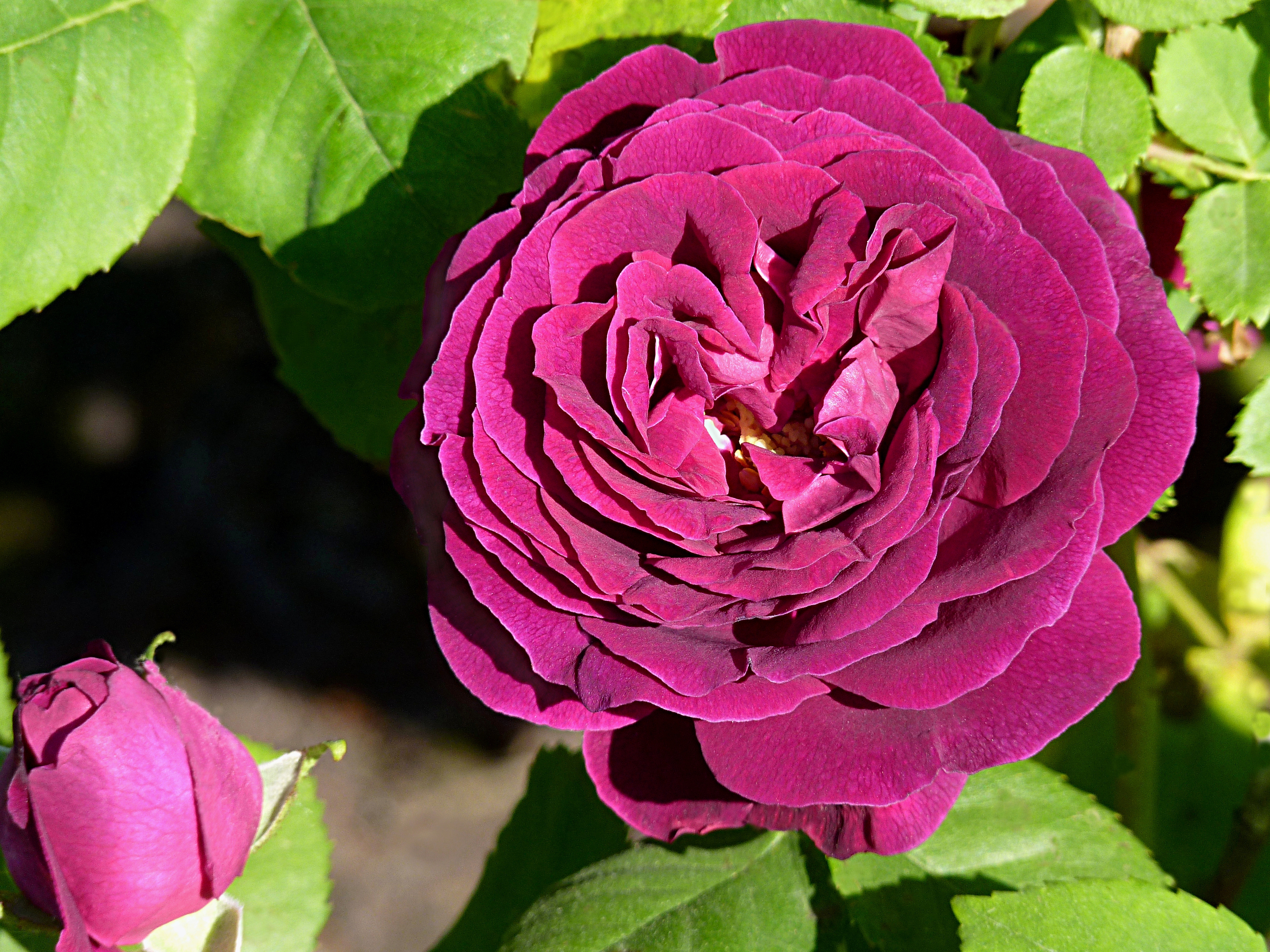
'Souvenir du Docteur Jamain'

Les flors tenen una gamma la limitada de colors de les roses europees antigues: blancs, vermells i roses. La seva primera floració a la primavera és abundant seguida d'un degoteig escàs de flors i un refloriment reduït a la tardor, a vegades només floreixen un cop. A més tenen tendència a aparèixer molts "sports". Excepte el cas d''Albert la Blotais' de flors porpra i enfiladís. els rosers formen un arbust d'uns 150 cm d'alçada i són perfumats. Tenen tendència a patir malalties criptogèmiques quan les condicions són humides.
Alguns exemples:
- 'Duchesse de Suterland', de color rosa, obtingut per Laffay el 1839
- 'Baronne Prévost' de flors grans, roses i planes obtingut per Deprez el 1842
- 'Triomphe de l'exposition (Margottin 1855) de flors planes, molt doble i de color carmesí.
- 'Empereur du Maroc' obtinguda d'una llavor de 'Géant des Batailles' (aquest híbrid perpetu ha desaparegut) per Guinoisseau. El primer roser verdaderament vermell carmesí sense reflexos porpra, de flors de 6cm, planes i amb els pètals en punta.
- 'Reine des violettes', nascuda d'una llavor de 'Pius IX' amb flors porpra intens, fragants, de pètals enrotllats com els de les roses gàl·liques.
- 'Baron Giraud de l'Ain' flors dobles amb les vores dels pètals ondulats.
- 'Baronnes Rothschild' de color rosa intens, el seu sport 'Merveille de Lyon' de flors en forma de copa blanques i l'sport 'Spencer' de flors globulars roses.
- 'Général Jacqueminot' resultat de l'encreuament d'una planta obtinguda d'una llavor de 'Gloire des rosomanes' amb 'Géant des Batailles'.
- 'Souvenir du Docteur Jamain', vermell carmesí de flors de 8 cm, subtilment perfumada, creada per Lacharme el 1865.
- 'Ferdinand Pichard', de color rosa ratllada de carmí.
- 'Paul Neyron' de color rosa. Creada per Antoine Levet (pare). Resultat del següent encreuament: Victor Verdier (híbrid perpetu, Lacharme, 1859) × Anna de Diesbach (híbrid perpetu, Lacharme, 1858).